# Chavigny-Bailleul
Chavigny-Bailleul ist eine französische Gemeinde mit 580 Einwohnern (Stand: 1. Januar 2022) im Département Eure in der Region Normandie. Sie gehört zum Arrondissement Évreux und zum Kanton Saint-André-de-l’Eure.

## Geografie
Chavigny-Bailleul liegt im östlichen Teil des Départements Eure, etwa 80 Kilometer westlich von Paris. Umgeben wird Chavigny-Bailleul von den Nachbargemeinden Chambois im Norden und Westen, Jumelles im Norden, Les Authieux im Osten und Nordosten, Coudres im Süden und Südosten, Moisville im Süden und Südwesten sowie Mesnils-sur-Iton im Südwesten.
Durch den westlichen Teil der Gemeinde führt die Route nationale 154.

## Einwohnerentwicklung
| Chavigny-Bailleul: Einwohnerzahlen von 1793 bis 2016                                                                       | Chavigny-Bailleul: Einwohnerzahlen von 1793 bis 2016 | Chavigny-Bailleul: Einwohnerzahlen von 1793 bis 2016 | Chavigny-Bailleul: Einwohnerzahlen von 1793 bis 2016 | Chavigny-Bailleul: Einwohnerzahlen von 1793 bis 2016 |
| --- | ---------------------------------------------------- | ---------------------------------------------------- | ---------------------------------------------------- | ---------------------------------------------------- |
| Jahr |                                                      |                                                      |                                                      | Einwohner                                            |
| 1793 | 1793                                                 |                                                      | 391                                                  | 391                                                  |
| 1800 | 1800                                                 |                                                      | 378                                                  | 378                                                  |
| 1806 | 1806                                                 |                                                      | 402                                                  | 402                                                  |
| 1821 | 1821                                                 |                                                      | 403                                                  | 403                                                  |
| 1831 | 1831                                                 |                                                      | 361                                                  | 361                                                  |
| 1836 | 1836                                                 |                                                      | 360                                                  | 360                                                  |
| 1841 | 1841                                                 |                                                      | 382                                                  | 382                                                  |
| 1846 | 1846                                                 |                                                      | 537                                                  | 537                                                  |
| 1851 | 1851                                                 |                                                      | 545                                                  | 545                                                  |
| 1856 | 1856                                                 |                                                      | 547                                                  | 547                                                  |
| 1861 | 1861                                                 |                                                      | 502                                                  | 502                                                  |
| 1866 | 1866                                                 |                                                      | 506                                                  | 506                                                  |
| 1872 | 1872                                                 |                                                      | 489                                                  | 489                                                  |
| 1876 | 1876                                                 |                                                      | 480                                                  | 480                                                  |
| 1881 | 1881                                                 |                                                      | 431                                                  | 431                                                  |
| 1886 | 1886                                                 |                                                      | 435                                                  | 435                                                  |
| 1891 | 1891                                                 |                                                      | 424                                                  | 424                                                  |
| 1896 | 1896                                                 |                                                      | 439                                                  | 439                                                  |
| 1901 | 1901                                                 |                                                      | 433                                                  | 433                                                  |
| 1906 | 1906                                                 |                                                      | 413                                                  | 413                                                  |
| 1911 | 1911                                                 |                                                      | 428                                                  | 428                                                  |
| 1921 | 1921                                                 |                                                      | 369                                                  | 369                                                  |
| 1926 | 1926                                                 |                                                      | 365                                                  | 365                                                  |
| 1931 | 1931                                                 |                                                      | 319                                                  | 319                                                  |
| 1936 | 1936                                                 |                                                      | 322                                                  | 322                                                  |
| 1946 | 1946                                                 |                                                      | 362                                                  | 362                                                  |
| 1954 | 1954                                                 |                                                      | 309                                                  | 309                                                  |
| 1962 | 1962                                                 |                                                      | 325                                                  | 325                                                  |
| 1968 | 1968                                                 |                                                      | 311                                                  | 311                                                  |
| 1975 | 1975                                                 |                                                      | 268                                                  | 268                                                  |
| 1982 | 1982                                                 |                                                      | 356                                                  | 356                                                  |
| 1990 | 1990                                                 |                                                      | 466                                                  | 466                                                  |
| 1999 | 1999                                                 |                                                      | 462                                                  | 462                                                  |
| 2006 | 2006                                                 |                                                      | 493                                                  | 493                                                  |
| 2011 | 2011                                                 |                                                      | 553                                                  | 553                                                  |
| 2016 | 2016                                                 |                                                      | 587                                                  | 587                                                  |
| Quelle(n): EHESS/Cassini bis 1999, INSEE ab 2006 Anmerkung(en): Ab 1962 offizielle Zahlen ohne Einwohner mit Zweitwohnsitz |                                                      |                                                      |                                                      |                                                      |

## Kultur und Sehenswürdigkeiten
- Kirche Saint-Loup
- Burgruine